# Kyryło Wesełowski
Kyryło Wesełowski (ur. 14 września 1997) – polski judoka narodowości ukraińskiej, reprezentant Polski.
Zawodnik klubów UKS Judo Millenium Rzeszów i AZS AWF Warszawa (od 2018). wicemistrz Polski seniorów z 2020 i brązowy medalista mistrzostw Polski seniorów z 2021 w kategorii poniżej. Złoty medalista Pucharu Polski z 2020 roku. Dwukrotny Akademicki Mistrz Polski z 2019,2020 (81kg, 90kg). Brązowy medalista Pucharu Świata w Warszawie z 2020. Złoty medalista President Cup, National Championship USA (USA, Texas) z 2022. Złoty medalista U.S Judo Open (USA, Florida) z 2023.